# クムレン
クムレン とは有機化合物群のひとつで、IUPACの定義によれば3個もしくはそれ以上の集積二重結合を持つ不飽和炭素化合物の呼称。1,2,3-ブタトリエン (H2C=C=C=CH2) はクムレンの一例で、「クムレン」という慣用名は 1,2,3-ブタトリエン を特に指すことがある。アルカンや多くのアルケンと異なりクムレンは剛直な直線型構造をとり、その点はポリインと似る。
クムレンは水素が少ない宇宙領域に観測される。2017年には低質量星形成領域からこれまでで最長のC7Hが検出されている。

アレンとクムレンの例。左から: アレン（1,2-プロパジエン）、クムレン（1,2,3-ブタトリエン）、1,2-ブタジエン、 2,3-ペンタジエン

## 構造
クムレンの剛直性は、内側の炭素が2個ずつの二重結合に繋がっていることによる。内側の炭素はsp混成の直線型であり、その上で2個のπ結合の軌道が互いに垂直に交わっている。集積二重結合の両末端の炭素は sp2混成の平面型をとる。そのため、二重結合の数が偶数のときは両末端の sp2炭素平面が直交することになる。両末端の炭素が持つ2個ずつの置換基がそれぞれの炭素上で異なる場合、鏡像と重ならなくなるためキラリティが生じる。これは特定の光学中心を持たない軸不斉のひとつで、アレンと同様の性質である。
二重結合の数が奇数のときは両末端の炭素の sp2平面は同一平面上に来るため、今度はシス-トランス異性が現れる。

## 反応性
二重結合同士が接近しているにもかかわらず、クムレンの反応性は基本的に、二重結合が孤立したアルケンの反応性に近い。それは、隣接したπ結合の軌道が互いに直交しており共鳴がないためである。